# SPARC
SPARC (Scalable Processor Architecture) is een RISC-processorarchitectuur ontworpen door Sun Microsystems. SPARC-processoren werden aanvankelijk gebruikt in werkstations van Sun, en tegenwoordig ook in servers van Oracle, Fujitsu en andere fabrikanten.
Er bestaan verschillende versies van de SPARC: alle Sun-versies tot versie 8 waren 32-bits, alle versies vanaf 9 zijn 64-bits en worden aangeduid als UltraSPARC. Fujitsu heeft een eigen 64-bits SPARC-ontwerp, de SPARC64.
Gaisler Research in Zweden publiceert een open source SPARC V8 versie als synthetiseerbare core in het publiek domein. Het commercialiseert ook een fouttolerante versie voor toepassingen in ruimtevaart en defensie. Van de UltraSPARC T1 en T2, is het ontwerp vrijgegeven als open source.
Verschillende besturingssystemen (voornamelijk Unix-varianten) kunnen draaien op SPARC-processors, onder andere:
- Solaris
- Linux
- FreeBSD
- NetBSD
- OpenBSD

Een versie van Windows NT voor de SPARC werd ontwikkeld, maar niet uitgegeven.